# Aurora (telenowela)
Aurora (hiszp. Aurora) – amerykańska telenowela z 2010 roku. Wyprodukowana przez wytwórnię Telemundo
Telenowela emitowana m.in. w Stanach Zjednoczonych przez kanał Telemundo.

## Obsada
| Aktor                    | Charakter                                        | Opis |
| ------------------------ | ------------------------------------------------ | --- |
| Sara Maldonado           | Aurora Ponce De León                             | Protagonistka. Córka Gustavo i Ines, matka Blanki i Aurory, kocha Lorenzo. Ginie w wypadku samochodowym. |
| Eugenio Siller           | Martín Lobos / Lorenzo Lobos (młody)             | Protagonista. Syn Sebastiana i Veroniki, jest przybranym synem Lorenzo. Kochał Aurorę. Zostaje z Vicky   |
| Jorge Luis Pila          | Lorenzo Lobos                                    | Protagonista. Były mąż Natalii, ojciec Niny, kocha Aurorę.                                               |
| Lisette Morelos          | Blanca Ponce De León                             | Córka Aurory, żona Cesara.                                                                               |
| Pablo Azar               | Cesar Lobos / Julio Cesar de la Vega             | Adoptowany syn Natalii i Lorenzo, mąż Blanki.                                                            |
| Aylin Mujica             | Vanessa Miller                                   | Zła. Znana aktorka, matka Vicky, żona Federico, kochanka Cesara.                                         |
| Braulio Castillo         | Dr. Gustavo Ponce De León                        | Doktor, ojciec Aurory, mąż Ines.                                                                         |
| Vanessa Pose             | Victoria „Vicky” Hutton / Vanessa Miller (młoda) | Córka Vanessy, przyjaciółka Blanki, żona Martina.                                                        |
| Ismael la Rosa           | Federico Álvarez De Toledo                       | Były wspólnik Aurory, mąż Vanessy..                                                                      |
| Sandra Destenave         | Natalia Suarez                                   | Przyjaciółka Aurory, była żona Lorenzo, kocha Gustavo, matka Niny.                                       |
| Karen Sentíes            | Inés Ponce De León                               | Matka Aurory, żona Gustavo.                                                                              |
| Melvin Cabrera           | Ernesto                                          | Zły. Przyjaciel Lorenzo, kocha Vicky.                                                                    |
| Tali Duclaud             | Nina Lobos / Natalia Suarez (młoda)              | Córka Natalii i Lorenzo, kocha Martina.                                                                  |
| Mónica Franco            | Dr. Elizabeth Oviedo                             | Zła. Doktor. Morderczyni i kochanka Gustavo.                                                             |
| Rubén Morales            | Roque                                            | Szofer Aurory, kocha Ines.                                                                               |
| Miguel Augusto Rodríguez | Dr. Williams                                     | Wspólnik Gustavo, zakochany w nim. Zabity przez Elizabeth.                                               |
| Carla Rodríguez          | Dr. Liliana Rosales †                            | Lekarka , zabita przez Elizabeth.                                                                        |
| Zully Montero            | Catalina Perez-Quintana                          | Zła. Matka Vanessy, babcia Christiana.                                                                   |
| Angélica María           | Pasion Urquijo                                   | Matka chrzestna Aurory, matka Christiana.                                                                |
| David Chocarro           | Christian Santana                                | Weterynarz, syn Pasion.                                                                                  |

### Drugoplanowe role
| Aktor                 | Charakter                    | Kim jest                                               |
| --------------------- | ---------------------------- | ------------------------------------------------------ |
| Adela Romero          | Rosario                      |                                                        |
| Adriana Oliveros      |                              |                                                        |
| Ana Carolina Grajales | Charlotte                    |                                                        |
| Andrea Escobar        |                              |                                                        |
| Anthony Correa        |                              |                                                        |
| Carlos Alberto        | Anselmo Rodriguez †          |                                                        |
| Carlos Anzalotta      |                              |                                                        |
| Carlos Cuervo         | Eduardo Hutton               | Ojciec Vicky.                                          |
| Carlos Farach         | Esteban Aguilar †            |                                                        |
| Catalina Mesa         | Tete                         |                                                        |
| Claudia Caicedo       | Claudia                      |                                                        |
| Cyril Serrao          |                              |                                                        |
| Dennis Mencia         |                              |                                                        |
| Eduardo Caprile       | Chris                        |                                                        |
| Elizabeth Baron       |                              |                                                        |
| Emily Alvarado        | Aurora Ponce de León (młoda) | Córka Ines i Gustavo                                   |
| Ernesto Tapia         | Emilio Gobo                  |                                                        |
| Esmeralda Toubia      |                              |                                                        |
| Fernando Sanchez      | Gaston                       |                                                        |
| Fidel Perez Michel    | Francisco Perez †            | Kryminalista, mąż Cataliny, zabity przez Cesara.       |
| Gladys Yañez          | Margarita Oviedo             | Matka Elizabeth                                        |
| Guadalupe Hernandez   |                              | Kryminalista, wspólniczka Francisco                    |
| Héctor Fuentes        | Dr. Parker †                 | Doktor, zamordowany przez Elizabeth                    |
| Henry Zakka           | Ignacio Miller †             | Mąż Cataliny, ojciec Christiana                        |
| Humberto Rossenfield  |                              | Reporter                                               |
| Isaniel Rojas         | Beto                         |                                                        |
| Jalymar Salomon       |                              |                                                        |
| Jessica Cerezo        | Paula Parker                 | FBI Agent, córka Dr. Parkera                           |
| Jenny Marie Marrero   |                              |                                                        |
| Jorge Luis Portales   |                              | Oficer policji                                         |
| Jossie Taulbee        |                              |                                                        |
| Juan Carlos Baena     | Saverio Perez                |                                                        |
| Juan Cepero           | Anibal Lopez Garcia          |                                                        |
| Julio Torresoto       |                              |                                                        |
| Kevin Aponte          | Palito                       |                                                        |
| Kimary Carrero        | Ingrid Perez                 |                                                        |
| Leslie Stewart        | Veronica LaSalle †           | Biologiczna matka Martina, zamordowana przez Elizabeth |
| Luis Arturo Ruiz      |                              |                                                        |
| Manny Hernandez       | Luis Zarate †                |                                                        |
| Maria Jose Gatica     |                              |                                                        |
| Markel Berto          | Andy                         |                                                        |
| Martha Velazco        |                              |                                                        |
| Michelle Vargas       | Daniela                      |                                                        |
| Mirella Grisales      |                              |                                                        |
| Natalia Baretto       |                              |                                                        |
| Nicolas Teran         | Joaquin Geller †             |                                                        |
| Daniel Duarte         |                              |                                                        |
| Omar Santana          | Carenio                      |                                                        |
| Osvaldo Strongoli     |                              | Ksiądz                                                 |
| Patricio Doren        | Rafael Hernandez †           |                                                        |
| Pedro Telemaco        | Tomas Vallejo                |                                                        |
| Rafael de la Fuente   |                              |                                                        |
| Ramon Morell          |                              |                                                        |
| Raul Arrieta          |                              |                                                        |
| Reinaldo Cruz         | Dr. Gabriel Jimenez          | Psycholog                                              |
| Roberto Huicochea     |                              | Doktor Pasion                                          |
| Rosalinda Rodriguez   | Pilar                        |                                                        |
| Salim Rubiales        | Lucho                        |                                                        |
| Sandra Eichler        | Mercedes Geller              |                                                        |
| Scarlett Gruber       | Jenny                        |                                                        |
| Tomas Doval           | Enrique                      |                                                        |
| Tony Feijoo           |                              | Doctor                                                 |
| Victor Corona         | „Satanás”                    |                                                        |
| Zuleyka Rivera        | Diana del Valle              | Zła. Bizneswoman, zakochana w Martinie.                |